# Susanne Bier
Susanne Bier (IPA: [suˈsænə ˈpiɐ̯]; Copenaghen, 15 aprile 1960) è una regista e sceneggiatrice danese.

## Biografia
Susanne Bier è nata a Copenaghen ed ha studiato arte all'Università Ebraica di Gerusalemme ed architettura alla Architectural Association School of Architecture. Nel 1987 si è infine laureata alla Scuola Nazionale di Cinema danese nella sua città natale e da allora si è dedicata al cinema.
Nel 2007 dirige il suo primo film in lingua inglese, Noi due sconosciuti, con protagonisti Halle Berry e Benicio Del Toro.
Nel 2011 il suo In un mondo migliore ha vinto sia il Golden Globe per il miglior film straniero che l'Oscar al miglior film straniero. Tale pellicola le è valso anche il premio alla miglior regia agli European Film Awards 2011.
Nel 2016 dirige la miniserie The Night Manager, per la quale ha vinto un Emmy Award per la miglior regia.
Nel 2018 dirige il film horror Bird Box, con protagonista Sandra Bullock.
Nel 2020 torna a lavorare in televisione, dirigendo la serie The Undoing.

## Filmografia

### Regista

#### Cinema
- Freud flyttar hemifrån... (1991)
- Brev til Jonas (1992) - mediometraggio
- Affari di famiglia (Det bli'r i familien) (1994)
- Pensione Oskar (Pensionat Oskar) (1995)
- Credo (Sekten) (1997)
- Den eneste ene (1999)
- Livet är en schlager (2000)
- Open Hearts (Elsker dig for evigt) (2002)
- Non desiderare la donna d'altri (Brødre) (2004)
- Dopo il matrimonio (Efter brylluppet) (2006)
- Noi due sconosciuti (Things We Lost in the Fire) (2007)
- In un mondo migliore (Hævnen) (2010)
- Love Is All You Need (Den skaldede frisør) (2012)
- Una folle passione (Serena) (2014)
- Second Chance (En chance til) (2014)
- Bird Box (2018)

#### Televisione
- The Night Manager – miniserie TV, 6 puntate (2016)
- The Undoing - Le verità non dette (The Undoing) – miniserie TV, 6 puntate (2020)
- The First Lady – serie TV, 10 episodi (2022)
- The Perfect Couple – miniserie TV, 6 puntate (2024)

## Riconoscimenti
- 2021
  - European Film Award per il miglior contributo europeo al cinema mondiale

- Premi Oscar 2011
  - Miglior film straniero